# Berson, Gironde

Berson este o comună în departamentul Gironde din sud-vestul Franței. În 2009 avea o populație de 1.753 de locuitori.

## Evoluția populației
| An        | 1975  | 1982  | 1990  | 1999  | 2006  | 2009  |
| --------- | ----- | ----- | ----- | ----- | ----- | ----- |
| Populație | 1.467 | 1.531 | 1.490 | 1.518 | 1.675 | 1.753 |